# جون آدامز (لاعب كرة قدم أمريكية)
جون آدامز (بالإنجليزية: John Adams)‏ هو لاعب كرة قدم أمريكية أمريكي، ولد في 22 سبتمبر 1921 في تشارلستون في الولايات المتحدة، وتوفي في 20 أغسطس 1969 في بيثيسدا في الولايات المتحدة.

## وصلات خارجية
- جون آدامز على موقع مرجع كرة القدم المحترفة.كوم (الإنجليزية)